# Béguinage de Dixmude
 (janvier 2017).
Si vous disposez d'ouvrages ou d'articles de référence ou si vous connaissez des sites web de qualité traitant du thème abordé ici, merci de compléter l'article en donnant les références utiles à sa vérifiabilité et en les liant à la section « Notes et références ».
Le béguinage de Dixmude fut fondé au XIIIe siècle à Dixmude, en Belgique, dans la province de Flandre-Occidentale. La présence du canal d'Handzame permit aux béguines de mener des activités de lavage. Le béguinage fut épargné par les iconoclastes, malmené à la Révolution française, complètement détruit lors de la Première Guerre mondiale mais reconstruit à l'identique. C'est, depuis 1990, un habitat pour personnes handicapées. 

## Historique
Le béguinage de Dixmude date du XIIIe siècle et c'est l'un trois béguinages de Flandre-Occidentale, avec ceux de Bruges et Courtrai. À la construction des fortifications de Dixmude, il se trouve à l'intérieur des murs. Dans le document le plus ancien qui le mentionne, de 1273, il est question d’une infirmerie. Le canal d'Handzame (Handzamevaart) permet aux béguines de gagner leur vie par des activités de lavage, de blanchissage et la réalisation d'ouvrages de laine, de lin et de draps. Elles apportent également des soins aux malades et réalisent des dentelles aux fuseaux.
L’église gothique, dans un des angles de la cour, est le résultat de l’agrandissement en 1434 d’une chapelle antérieure, laquelle correspond probablement au chœur actuel. Épargné par les iconoclastes, le béguinage est malmené par les républicains quand il se retrouve sous administration française, laquelle permet à la gendarmerie d’y prendre ses quartiers.
La Première Guerre mondiale réduit le béguinage, ainsi que la ville, en un champ de ruines, mais il est reconstruit à l’identique. Il reçoit alors un rôle social, d'abord comme maison de repos, et, depuis 1990, comme habitat pour personnes mentalement handicapées.

## Patrimoine

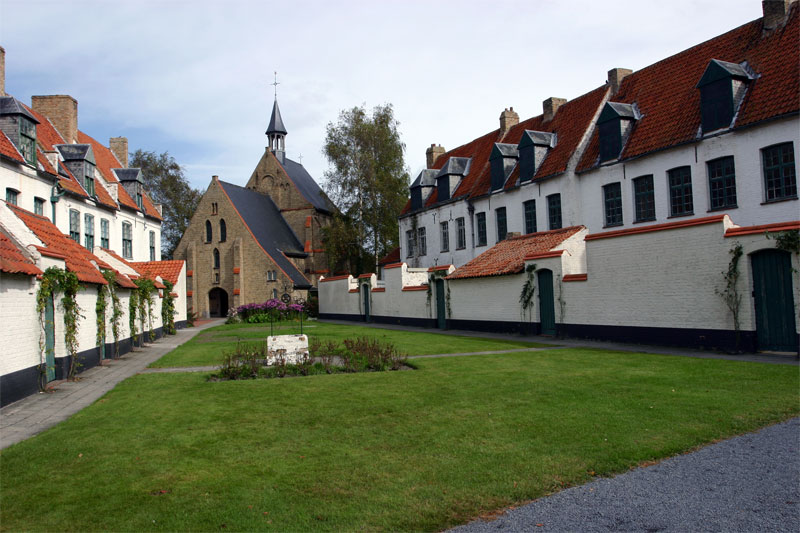
Le béguinage de Dixmude

Aujourd'hui de très faible étendue, ne consistant qu’en une petite cour, il fut sans doute plus grand autrefois. Cette cour intérieure donne sur la chapelle reconstruite et son vitrail réalisé à l'atelier de A. Mestdagh de Gand, en collaboration avec le concepteur Harold Van de Perre. Les maisonnettes de béguine se caractérisent par un style traditionnel sobre, avec lucarnes et jardinets murés.